# Гојко Бабић
Гојко Бабић (Нови Град, Врбаска бановина, 15. октобар 1929 — Република Српска, БиХ, 2001) био је српски професор, бивши декан Филозофског факултета у Сарајеву, бивши декан Филозофског факултета Универзитета у Српском Сарајеву, и први шеф Катедре за педагогију, као и један од оснивача Филозофског факултета.

## Биографија
Основну школу завршио је у Радомировцу, нижу гимназију у Приједору, а учитељску школу у Бањој Луци, Вишу педагошку школу (група педагогија – психологија) завршио је у Сарајеву, а на педагошкој групи предмета на Филозофском факултету у Београду дипломирао, 1964. године. Од 1965. године био је асистент на Филозофском факултету у Сарајеву на предмету Андрагогија. Постдипломске студије завршио је на Филозофском факултету у Београду (на Одјељењу педагогија, смјер образовање одраслих) 1971. године. Докторирао је на Филозофском факултету у Сарајеву, на Одсјеку за педагогију и психологију, 1976. године, одбранивши дисертацију "Проблеми рационализације васпитно-образовног рада у основној школи". Изабран је у звање доцента 1976. год., а у звање ванредног професора на предмету андрагогија 1979. године. У звање редовног професора андрагогије изабран је 1984. године. Обављао је послове учитеља у основној школи у Санском Мосту, наставника на Учитељској школи у Бихаћу, директора Огледне основне школе у Бихаћу и био савјетник Просвјетно-педагошког завода у Бихаћу. Први је предсједник Друштва андрагога БиХ, те предсједник Савеза андрагошких друштава СФРЈ од 1968. године. Био је посљедни предсједник Савеза андрагошких друштва Југославије, чији је скуп одржан 1990. године у Теслићу. Добитник је награде Веселин Маслеша и носилац ордена заслуга за народ са сребрном звијездом и Ордена рада III реда. На Филозофском факултету у Сарајеву био је декан у периоду 1977-1979. године. Учествовао је у покретању рада Филозофског факултета у Источном Сарајеву и био његов декан од 1993. до 1999. године. Гојко Бабић је умро 2001. године. Сахрањен је у Новом Граду.

### Катедре за педагогију
Катедра за педагогију Филозофског факултета Универзитета у Источном Сарајеву баштини насљеђе оних катедри са Филозофског факултета у Сарајеву које су окупљале научне раднике из области педагогије и сродних области. Одсјек за педагогију на Филозофском факултету у Сарајеву основан је 1962. године, а прва генерација студената уписана је академске 1963/1964. године. Стални наставници на Одсјеку тада су били др Петар Мандић, др Никола Филиповић, др Бранко Ракић, проф. Александар Бојковски и асистенти Исмет Диздаревић и Мухамед Муратбеговић. Након обнављања рада Филозофског факултета у Источном Сарајеву, 1994. године, са радом је почео и Одсјек за педагогију и психологију. Посебан допринос покретању рада Одсјека за педагогију и психологију дали су др Гојко Бабић, први декан Филозофског факултета по обнављању његовог рада.